# Thorp (Wisconsin)
Thorp és una població dels Estats Units a l'estat de Wisconsin. Segons el cens del 2000 tenia 1.536 habitants.

## Demografia
Segons el cens del 2000, Thorp tenia 1.536 habitants, 706 habitatges, i 391 famílies. La densitat de població era de 445,9 habitants per km².
Dels 706 habitatges en un 25,6% hi vivien nens de menys de 18 anys, en un 42,5% hi vivien parelles casades, en un 9,1% dones solteres, i en un 44,5% no eren unitats familiars. En el 39,9% dels habitatges hi vivien persones soles el 24,6% de les quals corresponia a persones de 65 anys o més que vivien soles. El nombre mitjà de persones vivint en cada habitatge era de 2,1 i el nombre mitjà de persones que vivien en cada família era de 2,82.
Per edats la població es repartia de la següent manera: un 23% tenia menys de 18 anys, un 7,4% entre 18 i 24, un 23,5% entre 25 i 44, un 18,3% de 45 a 60 i un 27,8% 65 anys o més.
L'edat mediana era de 42 anys. Per cada 100 dones de 18 o més anys hi havia 79,1 homes.
La renda mediana per habitatge era de 29.102 $ i la renda mediana per família de 39.000 $. Els homes tenien una renda mediana de 30.602 $ mentre que les dones 20.163 $. La renda per capita de la població era de 15.828 $. Aproximadament el 6,7% de les famílies i l'11% de la població estaven per davall del llindar de pobresa.

## Poblacions més properes
El següent diagrama mostra les poblacions més properes.